# Giovani spartani che si esercitano
Giovani spartani che si esercitano è un dipinto del pittore francese Edgar Degas, realizzato nel 1860-62 e conservato alla National Gallery di Londra.

## Storia

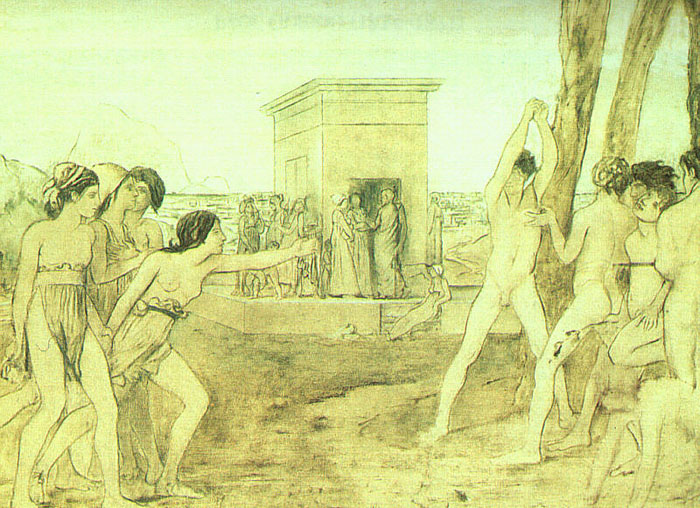
Studio del dipinto oggi conservato all'Art Institute di Chicago

Lo spunto dell'opera venne fornito dalla lettura del Voyage du jeune Anarchasis en Grèce, testo pubblicato nel 1787 e assai popolare nelle antologie scolastiche francesi. Jean-Jacques Barthélemy, autore del resoconto, vi raccontava:
(Jean-Jacques Barthélemy)
Dopo il fecondissimo soggiorno italiano Degas eseguì numerosi quadri a soggetto storico, interrogandosi sulla pertinenza di questo genere nella pittura contemporanea e conciliandolo con il bagaglio culturale acquisito durante il viaggio in Italia. Memore del testo del Barthélemy – e, forse, di un resoconto di Plutarco sui rituali di corteggiamento distintivi di Sparta – Degas decise di confrontarsi con un tema classico: l'educazione dei giovani spartani. Com'è noto, infatti, i giovinetti della Sparta arcaica, una volta compiuti i sette anni, venivano affidati alle cure dello Stato, che interveniva sottraendoli dalla famiglia e allocandoli in comunità educative istituzionalizzate dette «compagnie». L'ideale pedagogico perseguito da Sparta lasciava poco posto alla cultura intellettuale e alle arti e mirava alla costituzione di una disciplina rigida di stampo militare. In virtù di questa ferrea educazione, indistinta per i due sessi, i giovani spartani venivano sottoposti a prescrizioni brutali e brutalizzanti, ben riassunti dallo storico inglese Nic Fields:
(Nic Fields)
Dal punto di vista figurativo Degas si ispirò ai dipinti dei suoi due maestri, Barrias e Louis Lamothe, dai quali derivò una spiccata sensibilità formalista. Del lavoro preparatorio relativo ai Giovani spartani che si esercitano, in ogni caso, ci rimangono ben sedici disegni e due schizzi a olio: l'elaborazione del dipinto, in effetti, è stata molto complessa e sofferta. Portato a compimento nel 1862, l'opera sarebbe rimasta nell'atelier di Degas fino alla sua morte, dopo la quale fu costretta a varie peregrinazioni, terminate quando nel 1924 fu acquistata dalla National Gallery, museo presso il quale è tuttora esposta nella sala n. 41.

## Descrizione

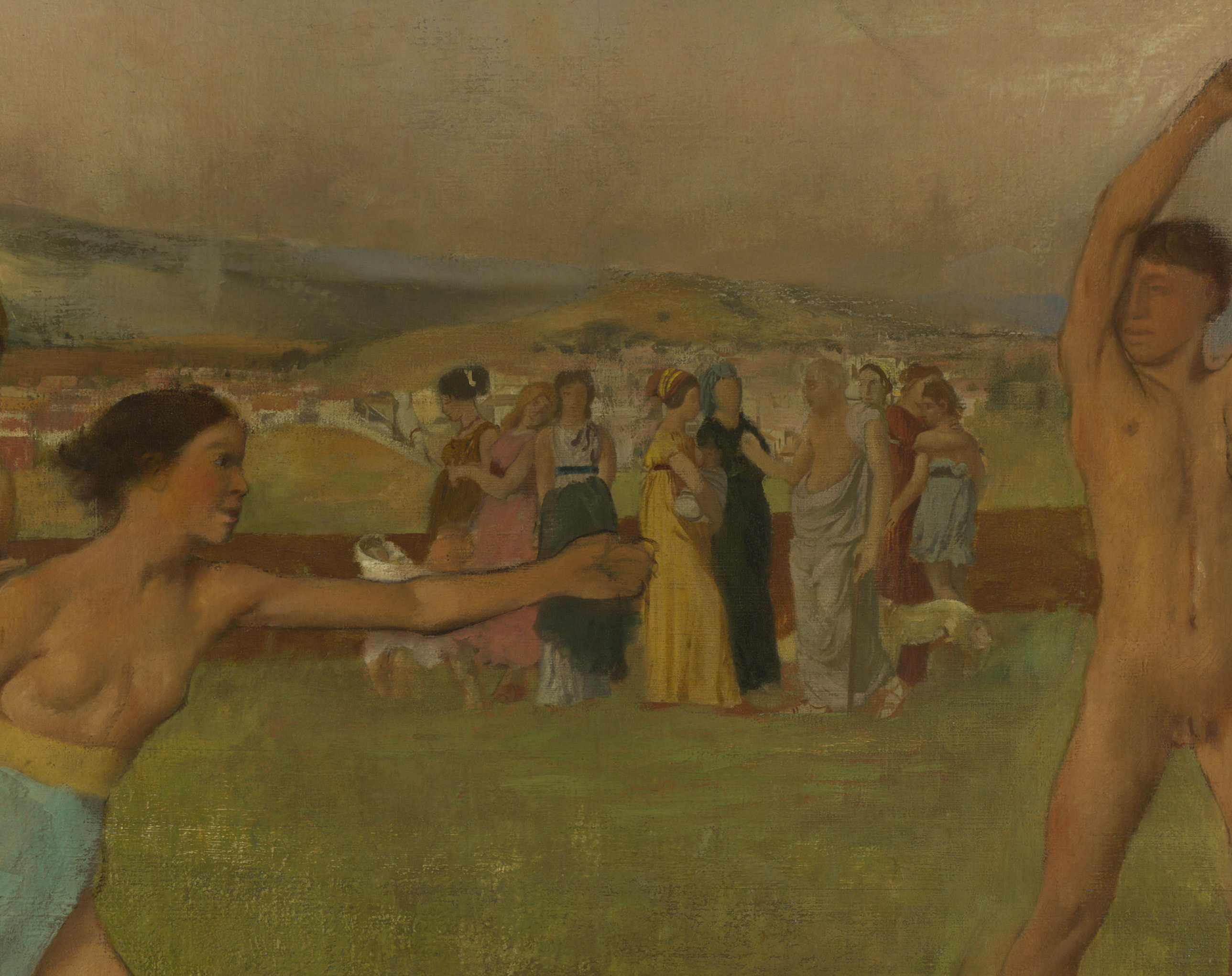
Giovani spartani che si esercitano, dettaglio: la sfida è appena stata lanciata.

Il dipinto coglie un gioco sintonizzato di lancio e accettazione della sfida che coinvolge un gruppo di ragazze e di ragazzi. A sinistra troviamo quattro giovani donne spartane, dai tratti lievemente androgini, colte mentre incitano i ragazzi alla lotta sfida con un «contegno più parigino che spartano» (Bernd Growe): i loro gesti, infatti, non sono per nulla aggressivi, bensì si impaginano con un'armonia e un ritmo che ricordano le movenze delle ballerine, le grandi protagoniste dei dipinti degassiani a venire. I ragazzi, delegati nella parte destra del dipinto, presentano tratti dolcemente effeminati e raccolgono la sfida. Sullo sfondo, infine, troviamo le madri dei lottatori, che osservano divertite il certame.
In quest'opera Degas favorisce un andamento paratattico, rapido e concitato, che con la sua simmetria sembra quasi riallacciarsi al rigore della pittura neoclassica, e dirige una sapiente coreografia, dove alla serrata coesione del gruppo delle ragazze viene contrapposta la formazione tutt'altro che compatta dei ragazzi. Notevole anche l'impianto compositivo dell'opera, il cui centro focale è fissato esattamente sul palmo della mano della giovane spartana che lancia la sfida, la quale sembra quasi «gelidificata» in primo piano. Nonostante il chiaro intento didascalico dell'opera, che si propone l'ammaestramento morale con il ricorso a illustri esempi del passato, Degas asciuga la retorica della «grande maniera» accademica e non ricorre a inventio particolari per fissare i contenuti dell'opera in stereotipi precisi. Quest'operazione di azzeramento dei referenti storici è così intensa che il riferimento a Sparta sopravvive nel solo titolo: l'opera sembra quasi raffigurare una semplice lotta tra giovani senza tempo.
Riprendendo il commento della critica d'arte Giovanna Rocchi, i nudi «sono trattati in maniera naturalistica e i volti non sono il frutto della ripetizione di un tipo fisionomico, ma sono ritratti eseguiti sul modello, ognuno dei quali si definisce in una differente espressione». Già durante gli anni giovanili Degas era già sensibile alle istanze del realismo, pur essendo ancora fortemente legato agli studi sui primitivi condotti in Italia (dei quali ripropone la sensibilità cromatica). In quest'opera l'artista cerca di riproporre i due elementi, quello classicheggiante e quello realistico, in una fusione che tuttavia è subito oggetto di scherno dalla critica del tempo, prodiga di insulti verso il graffiante realismo di quelle «ossute monelle di periferia» (in riferimento alle spartane).